# Совет по исламским финансовым услугам
Совет по исламским финансовым услугам (англ. The Islamic Financial Services Board, IFSB) — международная организация, созданная для разработки, внедрения и контроля за соблюдением глобальных пруденциальных стандартов в сфере исламских банковских услуг, рынков капитала и страхования. Совет был учреждён в 2002 году в Куала-Лумпуре (Малайзия), где сейчас находится его штаб-квартира. 

## Функции
- содействие развитию эффективной индустрии исламских финансовых услуг посредством внедрения новых и адаптации существующих международных финансовых стандартов в соответствии с принципами шариата;
- разработка рекомендаций и критериев по эффективному контролю и регулированию исламских финансовых институтов;
- обеспечение сотрудничества стран-участниц с организациями, устанавливающими стандарты функционирования международной валютной и финансовой систем;
- координация инициатив по развитию инструментов и процедур эффективной деятельности и управления рисками в сфере исламских финансовых услуг;
- содействие сотрудничеству между странами-участницами в сфере исламских финансовых услуг;
- содействие развитию образования в важных для сферы исламских финансовых услуг областях;
- проведение исследований в сфере исламских финансовых услуг;
- создание базы данных исламских финансовых институтов и экспертов в сфере исламских финансов.

## Члены Совета
Учредителями IFSB в апреле 2002 года выступили руководители ЦБ Бахрейна, Индонезии, Ирана, Кувейта, Ливана, Малайзии, Пакистана, Саудовской Аравии и ОАЭ, а также руководство Исламского банка развития и AAOIFI. По состоянию на февраль 2012 года в состав IFSB входило 189 членов, из которых 53 — регулирующие и надзорные органы, 8 — международные межправительственные организации и 128 — крупные участники банковского рынка и финансовые ассоциации, работающие в 43 странах.